# ای‌آرای لیبرتاد (کیو-۲)
ای‌آرای لیبرتاد (کیو-۲) (به انگلیسی: ARA Libertad (Q-2)) یک کشتی است که طول آن 103.75 meters می‌باشد. این کشتی در سال ۱۹۵۶ ساخته شد.